# ونیکد
ونیکد (به انگلیسی: Vennicode) یک روستا در هند است که در تریواندروم واقع شده‌است.